# Wiktor Żdanowicz
Wiktor Francewicz Żdanowicz (ros. Виктор Францевич Жданович, ur. 27 stycznia 1938 w Leningradzie) – radziecki florecista, trzykrotny mistrz olimpijski i czterokrotny mistrz świata.
W 1957 zdobył złoto mistrzostw Związku Radzieckiego. Wkrótce został włączony do kadry narodowej. Na igrzyskach olimpijskich w Melbourne w 1956 roku był piąty w zawodach drużynowych. Na rozgrywanych cztery lata później igrzysk olimpijskich w Rzymie wywalczył indywidualnie złoty medal. W rundzie finałowej wygrał wszystkie siedem walk, wyprzedzając rodaka Jurija Sisikina i Alberta Axelroda z USA. Parę dni później wspólnie z Markiem Midlerem, Giermanem Swiesznikowem, Jurijem Sisikinem i Jurijem Rudowem zdobył drużynowo złoty medal. Brał też udział w igrzyskach olimpijskich w Tokio w 1964 roku, gdzie reprezentacja ZSRR w składzie: Wiktor Żdanowicz, Jurij Sisikin, Mark Midler, Gierman Swiesznikow i Jurij Szarow zdobyła złoty medal. Indywidualnie zajął tym razem dziewiąte miejsce. 
Podczas mistrzostw świata w Budapeszcie w 1959 roku Midler, Rudow, Sisikin, Swiesznikow i Żdanowicz zwyciężyli w zawodach drużynowych. W tej samej konkurencji zdobywał następnie złote medale na mistrzostwach świata w Turynie (1961), mistrzostwach świata w Buenos Aires (1962) i mistrzostwach świata w Gdańsku (1963).
W latach 1959, 1960, 1962 i 1965 zdobywał kolejne mistrzostwa kraju.
Po zakończeniu kariery pracował jako trener. Prowadził między innymi męską reprezentację ZSRR florecistów w latach 1977-1987. Odznaczony Orderem Czerwonego Sztandaru Pracy.

## Starty olimpijskie
Rzym 1960
- floret indywidualnie i drużynowo – złoto

Tokio 1964
- floret drużynowo – złoto